# Eurhythma
Eurhythma és un gènere d'arnes de la família Crambidae.

## Taxonomia
- Eurhythma argyphea (Turner, 1913)
- Eurhythma callipepla (Turner, 1915)
- Eurhythma cataxia (Turner, 1913)
- Eurhythma epargyra (Turner, 1913)
- Eurhythma latifasciella Turner, 1904
- Eurhythma polyzelota (Turner, 1913)
- Eurhythma xuthospila (Turner, 1913)